# Lapuanjoki
Der Lapuanjoki (schwedisch Lappo å) ist ein Fluss in den finnischen Landschaften Südösterbotten und Österbotten.
Der Lapuanjoki hat seinen Ursprung im See Sapsalampi südlich von Alavus.
Von dort fließt er in nördlicher Richtung, durchfließt den See Alavudenjärvi und den Ort Alavus.
Anschließend nimmt er die Nebenflüsse Töysänjoki, Kuivasjoki und Kätkänjoki auf.
Er setzt seinen Kurs in nördlicher Richtung fort und durchfließt den See Kuortaneenjärvi.
In Lapua trifft der Nurmonjoki von links auf den Lapuanjoki.
Weiter nördlich mündet der Kauhavanjoki von rechts in den Lapuanjoki.
Der Lapuanjoki passiert Alahärmä und Nykarleby und mündet nach einer Gesamtstrecke von 170 km in den Bottnischen Meerbusen.
Das Einzugsgebiet umfasst 4122,1 km². 
Der mittlere Abfluss beträgt 34 m³/s.